# Nikos Späth
Nikos Späth (* 1977 in Frankfurt am Main) ist ein deutscher Journalist und Kommunikationsmanager. Er beschäftigt sich überwiegend mit maritimen, logistischen und informationstechnologischen Themen.

## Leben
Nikos Späth studierte von 1997 bis 2003 Geschichte (M.A.) mit den Nebenfächern Politikwissenschaft und Journalismus an der Universität Hamburg und der Universität Melbourne. Zudem wurde er an der Journalistenschule Axel Springer in Berlin ausgebildet und durchlief bereits während des Studiums ein Traineeprogramm bei der Welt am Sonntag (2001–2005).
Danach war er als Wirtschaftsredakteur u. a. für Capital (2009–2011), die FTD (2009–2011), brand eins (2008) und das Hamburger Abendblatt (2005–2008) tätig.
2011 ging er zur Zeitschrift Hansa in Hamburg, wo er stellvertretender Chefredakteur wurde. Von 2012 bis 2014 war er Chefredakteur des Fachmagazins. 
Seit 2014 arbeitet er in der Presse- und Öffentlichkeitsarbeit bei der Klassifikationsgesellschaft DNV GL.

## Auszeichnungen
- 2003: Nachwuchspreis des Friedrich Vogel-Preises für Wirtschaftsjournalismus
- 2006: Ernst-Schneider-Preis der Industrie- und Handelskammern (Laudatio von Martin Keßler)[3]